# Thunderbolts*
Thunderbolts* é um filme estadunidense de super-herói de 2025 baseado na equipe ficcional de mesmo nome, da Marvel Comics. Produzido pela Marvel Studios e distribuído pela Walt Disney Studios Motion Pictures, é o trigésimo sexto filme do Universo Cinematográfico Marvel. O filme é dirigido por Jake Schreier, com roteiro de Eric Pearson e Joanna Calo, e é estrelado por um ensemble cast que inclui Florence Pugh, Sebastian Stan, Wyatt Russell, Olga Kurylenko, Lewis Pullman, Geraldine Viswanathan, Chris Bauer, Wendell Pierce, David Harbour, Hannah John-Kamen e Julia Louis-Dreyfus. No filme, um grupo de anti-heróis é pego em uma armadilha mortal e forçado a trabalhar juntos em uma missão perigosa.
A Marvel Studios começou a provocar a formação de uma equipe dos Thunderbolts dentro do MCU em 2021. O filme foi revelado em desenvolvimento em junho de 2022, quando Schreier e Pearson foram contratados. O elenco principal do filme foi revelado em setembro, com elenco adicional até o início de 2023. Lee Sung Jin se juntou para reescrever o roteiro em março de 2023, um dos vários criativos que retornaram para trabalhar com Schreier da série Beef, da Netflix (2023–presente). A produção foi adiada devido às disputas trabalhistas de Hollywood em 2023, causando algumas mudanças no elenco no início de 2024. Calo se juntou naquela época para mais reescritas. As filmagens ocorreram de fevereiro a junho de 2024 no Trilith Studios e Atlanta Metro Studios em Atlanta, Geórgia, com filmagens adicionais em Utah e Kuala Lumpur.
Thunderbolts* estreou em 22 de abril de 2025, no Cineworld Leicester Square em Londres, Inglaterra, e foi lançado nos Estados Unidos em 2 de maio de 2025. É o último filme da Fase Cinco do MCU. O asterisco no título foi objeto de comentários durante a campanha de marketing do filme e foi explicado pela revelação no final do filme de que a equipe Thunderbolts foi renomeada como os "Novos Vingadores"; o título é alterado para The New Avengers durante os créditos finais do filme e em alguns marketings pós-lançamento. Apesar das críticas positivas, o filme teve um desempenho abaixo do esperado nas bilheterias, arrecadando 382,3 milhões de dólares.

## Enredo
Na Malásia, Yelena Belova destrói um laboratório em nome da diretora da CIA, Valentina Allegra de Fontaine, para esconder seu envolvimento com o projeto super-humano "Sentinela", do Grupo O.X.E.. Enquanto Valentina enfrenta um impeachment iminente por seu trabalho com o Grupo O.X.E., ela envia separadamente os mercenários Yelena, John Walker, Ava Starr e Antonia Dreykov para uma instalação secreta do O.X.E.. para matarem uns aos outros. Depois que Ava mata Antonia, um homem amnésico chamado Bob é libertado de uma cápsula de animação suspensa na sala. Ao descobrirem que foram enviados por Valentina para serem incinerados junto com qualquer evidência de sua má conduta, eles conseguem escapar da armadilha. Ao entrar em contato físico com Bob, Yelena e Walker revivem brevemente suas piores lembranças.
Valentina descobre que o grupo sobreviveu, incluindo Bob, que foi dado como morto durante os experimentos do Sentinela. Ao chegar ao local, Bob cria uma distração atraindo os tiros para si sem sofrer ferimentos, permitindo que Yelena, Walker e Ava escapem. Bob então sobe no ar antes de cair de volta no complexo, onde é capturado e transportado para a antiga Torre dos Vingadores na cidade de Nova York, agora renomeada como "Torre de Vigilância". Enquanto isso, Alexei Shostakov, que ouviu detalhes da trama de Valentina enquanto trabalhava como motorista autônomo, resgata Yelena, Walker e Ava. Alexei se refere ao grupo como "Thunderbolts", em referência ao time de futebol em que Yelena jogou na infância.
Os Thunderbolts são perseguidos pelos agentes de Valentina antes de serem finalmente presos pelo Congressista Bucky Barnes, que pretende que eles testemunhem no processo de impeachment. Ao descobrir que Bob foi alvo de um dos experimentos ultrassecretos de Valentina, Barnes une forças com o grupo para ir a Nova York e se infiltrar na Torre de Vigilância. Os Thunderbolts descobrem que Valentina transformou Bob em um super-humano imensamente poderoso conhecido como Sentinela, que facilmente derrota a equipe e os força a recuar. À medida que o Sentinela desenvolve uma ilusão divina de superioridade sobre os Vingadores, ele se volta contra de Fontaine. Entretanto, sua assistente, Mel, o incapacita com um Kill switch. Isso desencadeia o surgimento do alter ego destrutivo do Sentinela, o Vácuo, que começa a envolver a cidade de Nova York em uma escuridão sobrenatural, aprisionando seus cidadãos em dimensões de bolso com base em suas piores memórias.
Percebendo que a única esperança está na mente de Bob, Yelena entra na dimensão das sombras para alcançar sua consciência. Lá, ela enfrenta seu próprio passado assombrado como Viúva Negra e encontra Bob escondido em uma recriação de seu quarto de infância, onde ele foi abusado por seu pai. Logo eles são acompanhados pelos outros Thunderbolts e, juntos, viajam de volta à memória da experimentação inicial de Bob na Malásia, onde ele se voluntariou para o procedimento na esperança de melhorar depois de se tornar um viciado em drogas sem rumo. Os Thunderbolts confrontam o Vácuo, mas são rapidamente dominados. Enquanto a luta ameaça consumir Bob por completo, a equipe intervém, reafirmando sua fé nele. A solidariedade deles permite que Bob retome o controle, superando o Vácuo enquanto a luz retorna à cidade e as vítimas são libertadas.
Com a ameaça neutralizada, os Thunderbolts se preparam para prender Valentina, até que ela manipula a percepção pública ao organizar uma conferência de imprensa na qual ela os apresenta ao público como os Novos Vingadores, dando crédito a si mesma. A equipe relutantemente concorda, enquanto Yelena diz calmamente a Valentina que eles são donos dela.
Em uma cena no meio dos créditos, Alexei se gaba para uma mulher no mercado por estar na caixa de cereal como Guardião Vermelho. Em uma Cena pós-créditos, quatorze meses depois, os Novos Vingadores e Bob discutem uma crescente rivalidade com Sam Wilson, que tem sua própria equipe dos Vingadores e está processando os Novos Vingadores por violação de marca registrada. Há também uma crise recorrente no espaço sideral, e o grupo é interrompido quando a Torre de Vigilância detecta a chegada de uma nave espacial extradimensional que tem um grande emblema "4" na lateral.

## Elenco

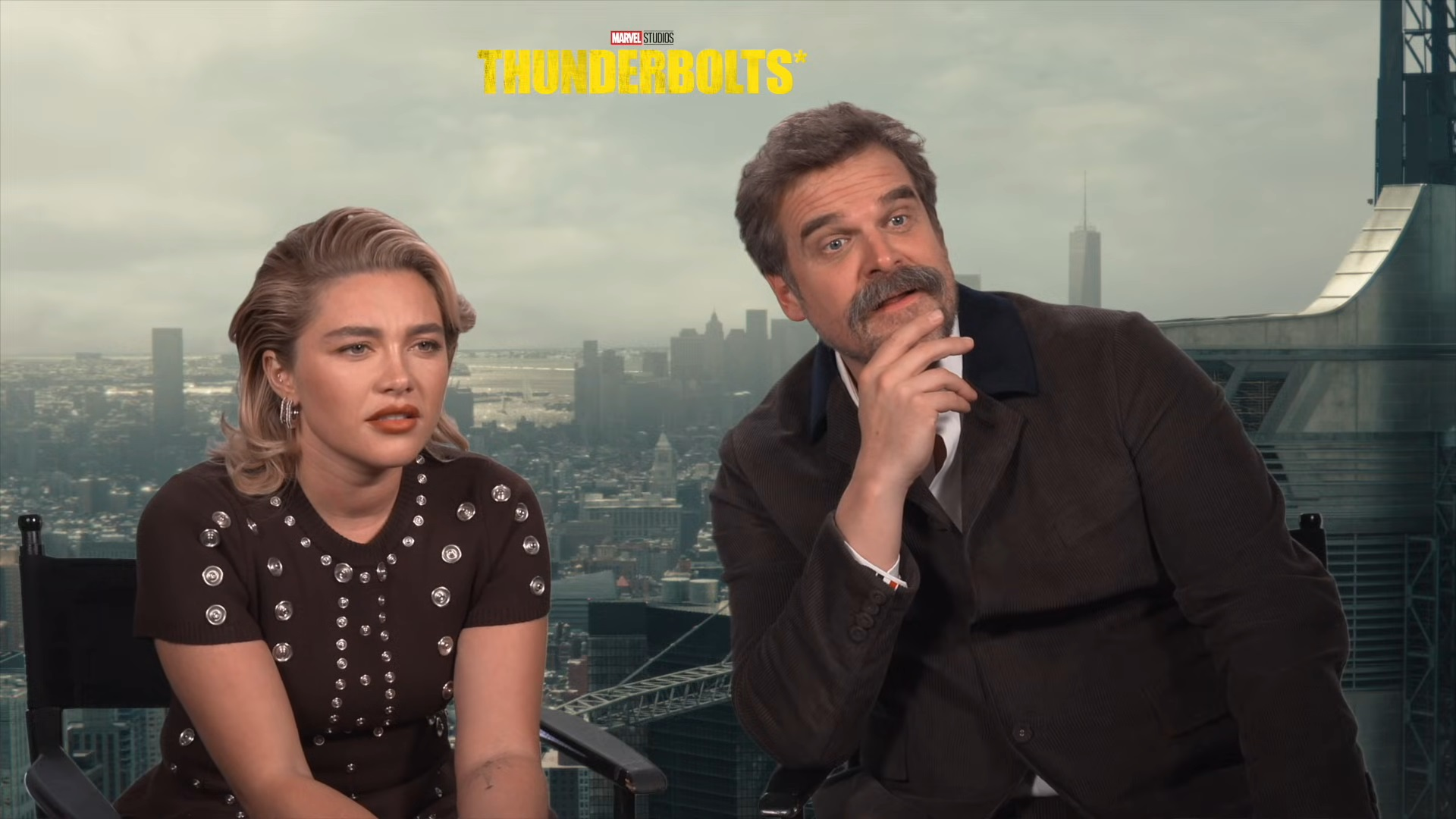
Florence Pugh (à esquerda) e David Harbour (à direita) co-estrelam o filme, que explora ainda mais o relacionamento entre seus personagens, Yelena Belova e Alexei Shostakov.

- Florence Pugh como Yelena Belova:
Uma integrante dos Thunderbolts que foi treinada na Sala Vermelha como uma Viúva Negra.[9] Pugh disse que a personagem foi afetada pelos eventos traumáticos dos projetos recentes do Universo Cinematográfico Marvel (MCU), incluindo a morte de sua irmã adotiva Natasha Romanoff / Viúva Negra no filme Avengers: Endgame (2019).[10] O co-roteirista Eric Pearson explicou que, embora a perda de Natasha tenha sido abordada, não havia mais como olhar para o passado para "avançar" e dar a Yelena um "grande papel de liderança daqui para frente".[11] Pugh ficou chocada com a revelação de que os Thunderbolts seriam conhecidos como os Novos Vingadores e acreditava que Yelena fazer parte dessa equipe "provavelmente a manteria viva", dando a ela um propósito em uma unidade familiar que dependia dela e "permitia que ela se sentisse amada novamente".[12] Violet McGraw reprisa seu papel como a jovem Yelena, de Black Widow (2021).[13]
- Sebastian Stan como Bucky Barnes:
Um soldado aprimorado com um braço cibernético e de facto líder dos Thunderbolts.[9][14] Dado como morto em combate durante a Segunda Guerra Mundial, ele ressurgiu nos dias atuais como um assassino que sofreu lavagem cerebral pela Hidra antes de sua programação ser removida,[9] e desde então foi eleito membro do Congresso dos Estados Unidos.[15] Pearson disse que Bucky foi originalmente escrito para ser "uma espécie de lobista [político]" que ajudava os políticos a "fazer propaganda", fazendo parecer que o personagem havia caído em desgraça até que é revelado que ele estava fazendo isso para investigar Valentina. Depois que Pearson terminou seu trabalho no filme, Feige sugeriu que Bucky deveria ser congressista.[16] Stan descreveu o papel de Bucky no filme como semelhante ao do personagem Randle McMurphy, de Jack Nicholson, no filme One Flew Over the Cuckoo's Nest (1975), o de um indivíduo que entra em um grupo caótico e degenerado cujos membros ele encontra uma maneira de unir.[17]
- Wyatt Russell como John Walker / Agente Americano:
Um supersoldado aprimorado e membro dos Thunderbolts. É um ex-capitão condecorado dos U.S. Army Rangers que foi escolhido pelo governo dos EUA para se tornar o sucessor de Steve Rogers como Capitão América antes de receber uma dispensa desonrosa na série The Falcon and the Winter Soldier.[9]
- Olga Kurylenko como Antonia Dreykov / Treinadora:
Uma integrante dos Thunderbolts com reflexos fotográficos que lhe permitem imitar os estilos de luta dos oponentes. Ela era anteriormente controlada por seu pai, Dreykov, para completar missões para a Sala Vermelha antes de ser libertada por Natasha Romanoff em Black Widow.[9]
- Lewis Pullman como Bob / Sentinela / Vácuo:
Um indivíduo superpoderoso que sofre de amnésia que é considerado mais forte que todos os Vingadores juntos.[18][19] Como o Vácuo, uma versão do Sentinela completamente envolta em sombras, ele é invencível, espalha escuridão e pode transformar pessoas em sombras.[19] O arco de saúde mental de Bob foi baseado nas experiências do amigo do diretor Jake Schreier.[20] Por ter interpretado recentemente o tenente Robert "Bob" Floyd em Top Gun: Maverick (2022), Pullman perguntou a Schreier, ao assinar para o papel, e a alguns de seus colegas de elenco durante os filmes se eles não poderiam chamar o personagem de "Bob" para evitar repetições, mas Schreier disse a ele que eles não podiam para respeitar a fonte original, com Pullman, no fim das contas, não se importando e chegando a gostar do nome a ponto de brincar que gostaria de interpretar Bob, o Construtor, em um filme live-action.[21]
- Geraldine Viswanathan como Mel:
Assistente de Valentina.[22] Mel estava no ensino médio quando os Vingadores se reuniram pela primeira vez. Viswanathan se relacionou com a luta interna de Mel com sua bússola moral, especificamente "seu otimismo em entrar no mercado de trabalho, como seu idealismo pode ser desafiado e como pode ser mais difícil do que você imagina ser uma força do bem no mundo".[23]
- Chris Bauer como Holt: Um oficial de segurança do Grupo O.X.E.[22]
- Wendell Pierce como Gary: Um deputado.[24][25]
- David Harbour como Alexei Shostakov / Guardião Vermelho:
Um membro dos Thunderbolts que é a contraparte russa do supersoldado do Capitão América e uma figura paterna para Yelena.[9] Harbour disse que o filme explora ainda mais a complexa relação entre Yelena e Alexei que foi introduzida em Black Widow. Ele observou que Yelena não suporta Alexei, mas ela precisa de alguém que a ajude a se sentir completa e Alexei é capaz de preencher esse papel.[26]
- Hannah John-Kamen como Ava Starr / Fantasma:
Uma integrante dos Thunderbolts que pode atravessar por objetos.[9] John-Kamen disse que o filme mostra um lado diferente da personagem após sua introdução em Ant-Man and the Wasp (2018), com a Fantasma não mais em estado constante de desequilíbrio molecular e capaz de controlar seus poderes com calma e determinação.[27]
- Julia Louis-Dreyfus como Valentina Allegra de Fontaine:
Uma condessa e diretora da CIA,[9][28] que reúne os membros dos Thunderbolts.[29] O filme estabelece que Valentina comprou a Torre dos Vingadores de Tony Stark, agora chamada de "Torre de Vigilância", no filme Spider-Man: Homecoming (2017).[30] Louis-Dreyfus descreveu Valentina como alguém que está "atrás de poder, controle e geralmente quer arrasar no Universo Marvel".[31] Ela acrescentou que a perda de poder era sua maior fraqueza, dizendo: "Ela não percebe, primeiro, que ela não o tem, e segundo, que ela não precisa necessariamente dele. Mas para ela, a perda de poder é uma noção devastadora e inaceitável". Louis-Dreyfus sentiu que foi uma "surpresa muito feliz" explorar a história de fundo de Valentina no filme, onde ela revive o testemunho da morte de seu pai durante um encontro com o Vácuo, dando assim uma compreensão de onde ela veio. Ela sentiu que Valentina era uma "ferida aberta" naquele momento e não tinha controle sobre isso.[32]

Além disso, Gabrielle Byndloss repete seu papel como a esposa de Walker, Olivia, de The Falcon and the Winter Soldier.

## Produção

### Desenvolvimento
Durante a produção de Guardians of the Galaxy (2014), o diretor James Gunn manifestou interesse em um filme baseado na equipe da Marvel Comics, os Thunderbolts, um grupo de “anti-heróis e supercriminosos”. O presidente da Marvel Studios, Kevin Feige, disse que esta era uma possibilidade baseada no sucesso de Guardians of the Galaxy. Em maio de 2021, Gunn não estava mais interessado, após dirigir The Suicide Squad (2021), porque a equipe da DC Comics tem um conceito semelhante ao dos Thunderbolts. Em junho de 2018, Hannah John-Kamen expressou entusiasmo em reprisar seu papel como Ava Starr / Fantasma, de Ant-Man and the Wasp (2018), em um filme dos Thunderbolts (a versão em quadrinhos da Fantasma era um membro da equipe).
As especulações de que uma equipe dos Thunderbolts seria apresentada no Universo Cinematográfico Marvel (MCU) começaram em meados de 2019, após o anúncio de que Daniel Brühl apareceria como Helmut Zemo na série do Disney+, The Falcon and the Winter Soldier (2021), reprisando seu papel de Captain America: Civil War (2016). A série apresentou Julia Louis-Dreyfus como Valentina Allegra de Fontaine e mostra o recrutamento de John Walker / Agente Americano, de Wyatt Russell. De Fontaine também está trabalhando com Yelena Belova, de Florence Pugh, no filme Black Widow (2021). Os comentaristas especularam que ela estava recrutando uma equipe de vilões ou anti-heróis como os Thunderbolts, e alguns acharam que essa equipe poderia aparecer em The Falcon and the Winter Soldier. O produtor executivo Nate Moore disse que os Thunderbolts nunca foram considerados para o projeto porque iriam "turvar a história" e prejudicar outros aspectos da série. O roteirista principal, Malcolm Spellman, sentiu que houve "muita conversa" em torno da potencial introdução da equipe no MCU e declarou: "Não sei se os fãs são loucos ou não".
Após seu trabalho em Black Widow, o roteirista Eric Pearson trouxe a ideia de um filme dos Thunderbolts para a Marvel Studios, percebendo que Pugh tinha potencial para ser a atração principal do filme, já que Yelena era "uma líder nata". Ele foi atraído pela potencial história de Yelena liderando os Thunderbolts para enfrentar Valentina. Ao focar a história em Yelena, Pearson decidiu incluir seu pai, Alexei Shostakov / Guardião Vermelho, na equipe, com Pearson também incluindo a Fantasma porque ele queria escrever a personagem. Bucky Barnes também foi adicionado ao time depois de alguns rascunhos. O elenco do time Thunderbolts no rascunho inicial de Pearson incluía Yelena, Bucky Barnes, Fantasma, Walker, Alexei Shostakov / Guardião Vermelho e Antonia Dreykov / Treinadora, com o personagem Robert "Bob" Reynolds / Sentinela adicionado logo depois; esse elenco permaneceu consistente nos rascunhos subsequentes. Para escolher os membros da equipe, os criativos analisaram a lista de personagens do MCU para encontrar "não apenas vilões que poderiam ser bons, mas personagens que existem mais naquele plano moralmente cinzento ou que estavam potencialmente destinados a outra coisa, mas então algo deu errado". Pearson comparou Yelena a Michael Corleone e Bucky a Tom Hagen, personagens de The Godfather (1969). Em alguns dos rascunhos iniciais, Pearson incluiu Bill Foster para continuar sua relação com a Fantasma, de Ant-Man and the Wasp, antes de se juntar à equipe no final do filme. Ele acabou sendo removido do filme, em parte porque Foster "não tinha o mesmo trauma de fundo que esses outros personagens tinham, que era o tema unificador".
Em junho de 2022, Jake Schreier foi contratado para dirigir Thunderbolts, a partir de um roteiro de Eric Pearson, com produção de Feige. Schreier foi contratado após uma apresentação que “surpreendeu” os executivos da Marvel Studios. Naquela época, o estúdio entrou em contato com os atores para discutir sua disponibilidade em reprisar seus papéis no filme. Schreier considerou incluir o Homem-Coisa como membro da equipe ao lançar o filme, que Pearson chamou de "uma criatura imprevisível", explicando que eles não conseguiram encontrar uma maneira de fazer com que sua inclusão fizesse sentido na história, em parte porque o personagem estava desviando a atenção visual e narrativa de Bob. Outro conceito central que permaneceu consistente desde os primeiros rascunhos foi o dos membros sendo enviados para matar uns aos outros, o que Schreier acreditava ter sido uma "reviravolta interessante" para o público que esperava a versão do Esquadrão Suicida da Marvel Studios; Pearson também acreditava que era importante para os Thunderbolts não "refazer" a história daquela equipe — uma figura de autoridade forçando criminosos a trabalharem juntos — já que o público estaria familiarizado com isso tanto de Suicide Squad (2016) quanto de The Suicide Squad. Portanto, não fazia sentido que o filme incluísse Zemo ou Thaddeus Ross, os líderes que formaram a equipe nos quadrinhos, apesar de Schreier querer tentar incorporar Zemo. Pearson disse que a inclusão dos dois personagens foi discutida se fizesse sentido narrativamente, pois teria honrado os quadrinhos, mas não os teria apresentado se fosse para fan service. Zemo foi incluído em uma das primeiras ideias de cena pós-créditos, onde ele seria visto na prisão "mexendo os pauzinhos", semelhante a Keyser Söze, o antagonista do filme The Usual Suspects (1995), mas isso foi rapidamente alterado. O filme foi anunciado oficialmente em julho na San Diego Comic-Con 2022, com data de lançamento em 26 de julho de 2024. Foi definido para ser o último filme da Fase Cinco do MCU.

### Pré-produção
Em setembro de 2022, Justin Kroll, do Deadline Hollywood, descreveu o filme como um spin-off de Yelena, já que ela lideraria a equipe de anti-heróis, com Pugh, Russell e Brühl reprisando seus papéis. Na D23 Expo do mesmo mês, Pugh, Russell, John-Kamen e Louis-Dreyfus foram confirmados para estrelar, ao lado de Sebastian Stan como Barnes, David Harbour como Alexei Shostakov / Guardião Vermelho e Olga Kurylenko como Antonia Dreykov / Treinador, todos reprisando seus papéis de projetos anteriores do MCU. Pugh deveria receber oito dígitos por Thunderbolts e outro filme do MCU. Antes do anúncio do elenco para a equipe, os comentaristas sugeriram que a equipe poderia ser composta por personagens como Abominável ou Clint Barton. Schreier comparou a dinâmica dos personagens com a dos filmes Reservoir Dogs (1992), Ronin (1998) e Mission: Impossible – Ghost Protocol (2011), que são todos sobre uma "equipe incompatível forçada a trabalhar junta". Ele também apontou uma inspiração menos provável do filme Toy Story 3 (2010), dizendo que a equipe dos Thunderbolts está enfrentando a obsolescência, assim como os personagens de Toy Story no filme. Harbour disse que o filme seria exclusivo do MCU, descrevendo o elenco principal como "um bando de desajustados, párias, perdedores e pessoas que realmente não estão à altura de super-heróis". Pugh disse que a alegria de unir esses personagens é que eles "não jogam bem juntos", enquanto Russell expressou confiança de que o filme seria interessante, divertido e não um "simples" filme da Marvel. O jornalista Jeff Sneider relatou que o roteiro de Pearson se concentrou muito nos personagens de Black Widow com os quais o público já estava familiarizado, e a Marvel Studios estava querendo que os outros personagens tivessem um papel mais justo para que parecesse um filme de equipe. Schreier não acreditava que o filme fosse uma sequência de Black Widow, mas sim "uma amostra de pessoas de diferentes partes" do MCU, reconhecendo que os roteiristas se basearam em todas as suas histórias, incluindo a relação de Yelena e Alexei que foi estabelecida em Black Widow. Um dos rascunhos de Pearson começou o filme com uma cena de Yelena confrontando Valentina sobre enviá-la para matar Barton, promovendo o enredo que foi estabelecido na cena pós-créditos de Black Widow e continuou na série Hawkeye (2021) do Disney+; Pearson disse que o confronto ajudou a enfatizar a manipulação de Valentina, mas, no final das contas, não foi relevante para a história maior que estava sendo contada.

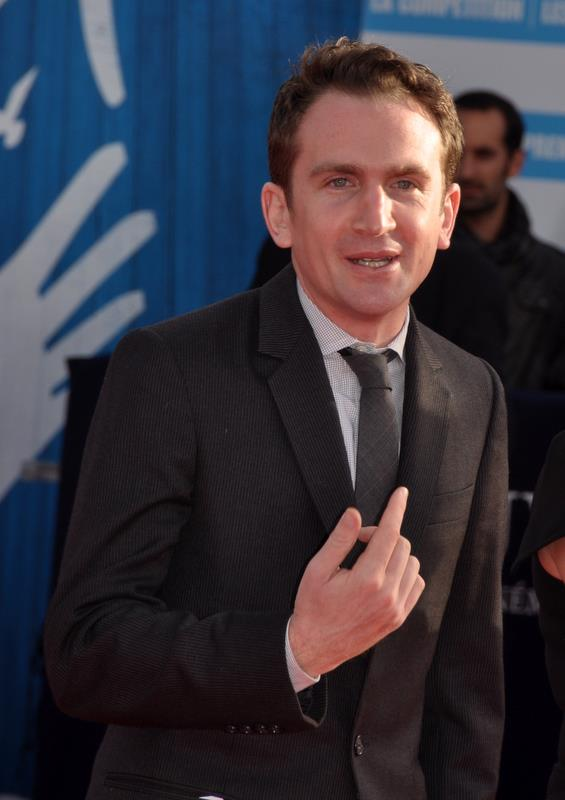
Vários membros da equipe retornaram ao trabalho em Thunderbolts* com o diretor Jake Schreier, da série de televisão Beef, e exploraram a saúde mental semelhante à série.

Ayo Edebiri juntou-se ao elenco em janeiro de 2023 como assistente de Valentina, Mel, quando Louis-Dreyfus disse que as filmagens começariam em junho. Em fevereiro, Steven Yeun foi escalado como Sentinela com potencial para continuar em futuros filmes do MCU. Yeun trabalhou anteriormente com Schreier na série Beef, da Netflix, e o diretor tinha o ator em mente ao adicionar o personagem no filme. No mês seguinte, o criador de Beef, Lee Sung Jin, revelou que estava reescrevendo o roteiro a pedido de Schreier e disse que havia "muitos temas e coisas interessantes" que o atraíram para o projeto. Ele trabalhou em estreita colaboração com Schreier no roteiro e observou que, diferentemente de Beef, Thunderbolts era um projeto de Schreier e tinha necessidades de roteiro diferentes das da série, dado o grande escopo e escala do filme. Com a equipe bastante consistente, Schreier trabalhou nos rascunhos subsequentes para "se aprofundar" nos personagens "marginais", como Mel e o deputado Gary, e "[amarrar] seus arcos em algo que parecesse ressonante".
No início de maio, as filmagens foram adiadas devido à greve dos roteiristas dos Estados Unidos de 2023 e foram planejadas para serem retomadas após o término da greve. Em junho, a data de lançamento do filme foi adiada para 20 de dezembro de 2024, e a Utah Film Commission anunciou que Thunderbolts seria filmado em Emery County e Grand County, Utah, em meados de 2023, gastando mais de 4,5 milhões de dólares no estado. O produtor executivo Brian Chapek disse que o "filme realista e itinerante" usaria vários locais de filmagem práticos e que os locais em Utah foram escolhidos porque pareciam "intocados pelo mundo maior". Sanja Milkovic Hays foi a figurinista depois de trabalhar anteriormente em Captain Marvel (2019) e Spider-Man: No Way Home (2021). Quando a greve da SAG-AFTRA terminou em novembro de 2023, a data de lançamento do filme foi adiada novamente, desta vez para 25 de julho de 2025. Ao retornar da greve, Schreier e os criativos puderam reexaminar o roteiro e determinaram que não havia uma sensação de "tensão e imprevisibilidade" e que o filme parecia "sem sangue". Para resolver isso, eles decidiram retrabalhar o envolvimento da Treinadora no filme, matando a personagem "cedo e secamente" no filme para que sua morte "ressoasse" e influenciasse o destino dos outros personagens ao longo do resto do filme. Também foi discutido que a morte ocorreria mais tarde no filme, mas Schreier disse que a tristeza causada por isso "pairaria" pelo resto do filme e desviaria a atenção do enredo pretendido de formar um forte vínculo entre Yelena e Bob.:0:55–3:55 No rascunho original de Pearson, a Treinadora sobreviveu até o fim e teve uma subtrama em que ela criou laços com a Fantasma, além de uma piada recorrente em que ela continuava esquecendo que tinha feito amizade com os outros personagens e ainda estava tentando assassinar Walker. Pearson entendeu por que a decisão de matar a Treinadora foi tomada, também acreditando que a piada sobre o assassinato por perda de memória estava muito próxima do arco de Bob, já que ele também estava lidando com perda de memória. Além disso, sua cena pós-créditos com Kang, o Conquistador, foi abandonada porque a Marvel Studios decidiu se afastar dessa história.
Após os atrasos na produção causados pela greve, as filmagens estavam programadas para começar por volta de março ou abril de 2024. Yeun saiu devido a um problema de agendamento causado pelo atraso na produção, mas manifestou interesse em trabalhar em um futuro filme do MCU. Não estava claro se a Marvel iria reescalar ou repensar o papel de Yeun, mas no final do mês Lewis Pullman foi revelado como a principal escolha do estúdio para substituir Yeun como Sentinela, e sua escalação foi logo confirmada. Geraldine Viswanathan foi escalada para substituir Edebiri como Mel depois que ela saiu devido aos atrasos. Em fevereiro, a data de lançamento do filme foi antecipada para 2 de maio de 2025, trocando de lugar com The Fantastic Four: First Steps. Até o final do mês, Joanna Calo se juntou como roteirista durante a produção e estava reescrevendo o roteiro. Nos créditos finais de roteiro do filme, Pearson foi creditado pela história e recebeu crédito pelo roteiro ao lado de Calo, enquanto material literário adicional fora da tela foi atribuído a Lee.
O roteiro explora a saúde mental, especificamente a solidão e a depressão, principalmente com o personagem Bob / Sentinela. Pearson sempre imaginou terminar o filme com o momento emocionante de dar um abraço em alguém em vez de brigar com ele. Antes do Sentinela ser adicionado ao filme, Walker deveria ser o principal antagonista, com Valentina o manipulando para acreditar que seu soro de supersoldado estava sumindo e dando-lhe pílulas como solução, transformando-o em uma "bomba-relógio" que o tornava mais desagradável e "o monstro". Pearson disse que esta versão "nunca funcionou totalmente", e as ações de Walker pareciam muito semelhantes ao enredo de Captain America: Brave New World (2025); Pearson considerou o Hulk Vermelho para ser o vilão do filme no início do processo, o que a Marvel Studios recusou por causa de seus planos para Brave New World. Buscando um novo antagonista que não fosse facilmente derrotável em uma luta, Pearson se lembrou de ter lido a minissérie Sentry anos antes e sentiu que o Sentinela e seu alter ego, o Vácuo, funcionariam para "ambição heroica e autoestima versus depressão, autoaversão, solidão e isolamento"; ele chamou o Sentinela de "a jornada inteira dos nossos heróis reunida em uma única entidade" e sua inclusão ajudou a tornar a história coesa. Pearson ficou feliz por ter conseguido incorporar muitos elementos da história do personagem dos quadrinhos para encaixá-lo no MCU. Essa história de fundo, que consiste no Sentinela se apagando das memórias do mundo para deter o Vazio, não pôde ser fielmente adaptada no filme por Schreier porque Jon Watts incluiu um ponto de enredo semelhante em Spider-Man: No Way Home (2021), onde Peter Parker / Homem-Aranha pede a Stephen Strange para apagar as memórias do mundo sobre sua identidade secreta por meio de um feitiço mágico para manter seus entes queridos seguros e evitar que qualquer ameaça multiversal o cace e destrua sua realidade. Paul Jenkins, cocriador do Sentinela, discutiu o personagem com os criadores, com Schreier chamando o Sentinela e o trabalho que Jenkins fez com o personagem de "uma parábola para a saúde mental". Schreier explicou que Lee sentiu que a discussão sobre saúde mental "não era mais um nicho" e que isso lhes permitiu "contar uma história sobre essa internalidade e ainda ter muita comédia e ação para algo que parece grande e universal".
A equipe de Thunderbolts* acreditava que o filme era uma boa oportunidade para explorar ainda mais as ideias que eles começaram a explorar em Beef em uma escala maior. O produtor executivo Brian Chapek teve a ideia de que, para derrotar o Sentinela, os Thunderbolts teriam que entrar no Vácuo, que manifestava memórias de sua maior vergonha, apelidadas de "salas da vergonha". Lee trabalhou em estreita colaboração com a designer de produção Grace Yun, que também desempenhou esse papel em Beef, para criar os detalhes iniciais de cada sala. Pearson originalmente os imaginou como "etéreos e oníricos", mas acreditava que torná-los labirintos semelhantes a Being John Malkovich (1999) ajudou na visualização do conceito e os fez parecer "mais inquietantes". Calo aprimorou ainda mais as salas de vergonha, sugerindo que quando Yelena entrasse no Vácuo para ajudar Bob, ela deveria retornar à sua sala inicial vista anteriormente no filme. Schreier explicou que isso fez um "retorno à ideia de que a maior vergonha de todas era pensar que você poderia ser algo maior do que você mesmo, que as aspirações [de Bob] por heroísmo são, na verdade, o que derruba tudo e que você precisa aprender a ficar bem com quem você é sem isso". São vistas salas de vergonha para Yelena, Walker e Valentina, além de salas para os outros personagens concebidas para o final do filme, para a equipe escapar. No entanto, Calo acreditava firmemente que, para viajar até o coração do Vácuo, seria necessário um "momento ruim" antes, e a equipe deveria viajar pelas salas da vergonha de Bob. As outras salas de vergonha incluíam: Alexei sendo jogado no gulag; Fantasma crescendo em um orfanato sem ninguém querendo ficar perto dela; e várias salas de vergonha diferentes para Bucky que eram "um pouco menos do que a ideia esperada", incluindo um "momento vergonhoso" nos Escoteiros.
Schreier sugeriu durante sua reunião de proposta que um dos trailers do filme deveria usar um asterisco no título para sugerir que eles precisavam "inventar algo melhor"; Feige, o co-presidente Louis D'Esposito e a equipe de marketing adoraram a ideia e decidiram adotá-la totalmente no título e na campanha de marketing,:4:26–5:15 com o filme renomeado formalmente para Thunderbolts* em março de 2024. Isso permitiu que os criativos percebessem que ter o asterisco poderia levar à revelação de um novo título para o filme quando ele fosse lançado,:4:26–5:15 o que foi feito posteriormente, mudando o título para The New Avengers depois que o final revela que os Thunderbolts são os Novos Vingadores. Schreier disse que o filme sempre terminaria com os Thunderbolts revelados como a equipe dos Novos Vingadores, e o resto do filme se tratava de "construir a história certa que correspondesse a isso". Pearson explicou que Feige sugeriu que Valentina apresentasse os Thunderbolts ao público como os Vingadores; discussões adicionais foram feitas sobre o que isso significava, como se o "n" em "novo" deveria ser maiúsculo ou minúsculo, e quais seriam as implicações de cada decisão. Thunderbolts* incluiu "pequenas dicas" ao longo do filme para que o final não fosse uma surpresa total — como a gala da Batalha de Nova York, a Torre dos Vingadores se tornando a Torre de Vigilância e Mel explicando que ela estava no ensino médio quando os Vingadores foram formados. Além disso, os créditos e as sequências pós-créditos reconhecem que os Novos Vingadores "não são necessariamente a escolha mais confortável ou perfeita" para esses personagens. O nome original Thunderbolts foi derivado do time de futebol juvenil de Yelena.

### Filmagens

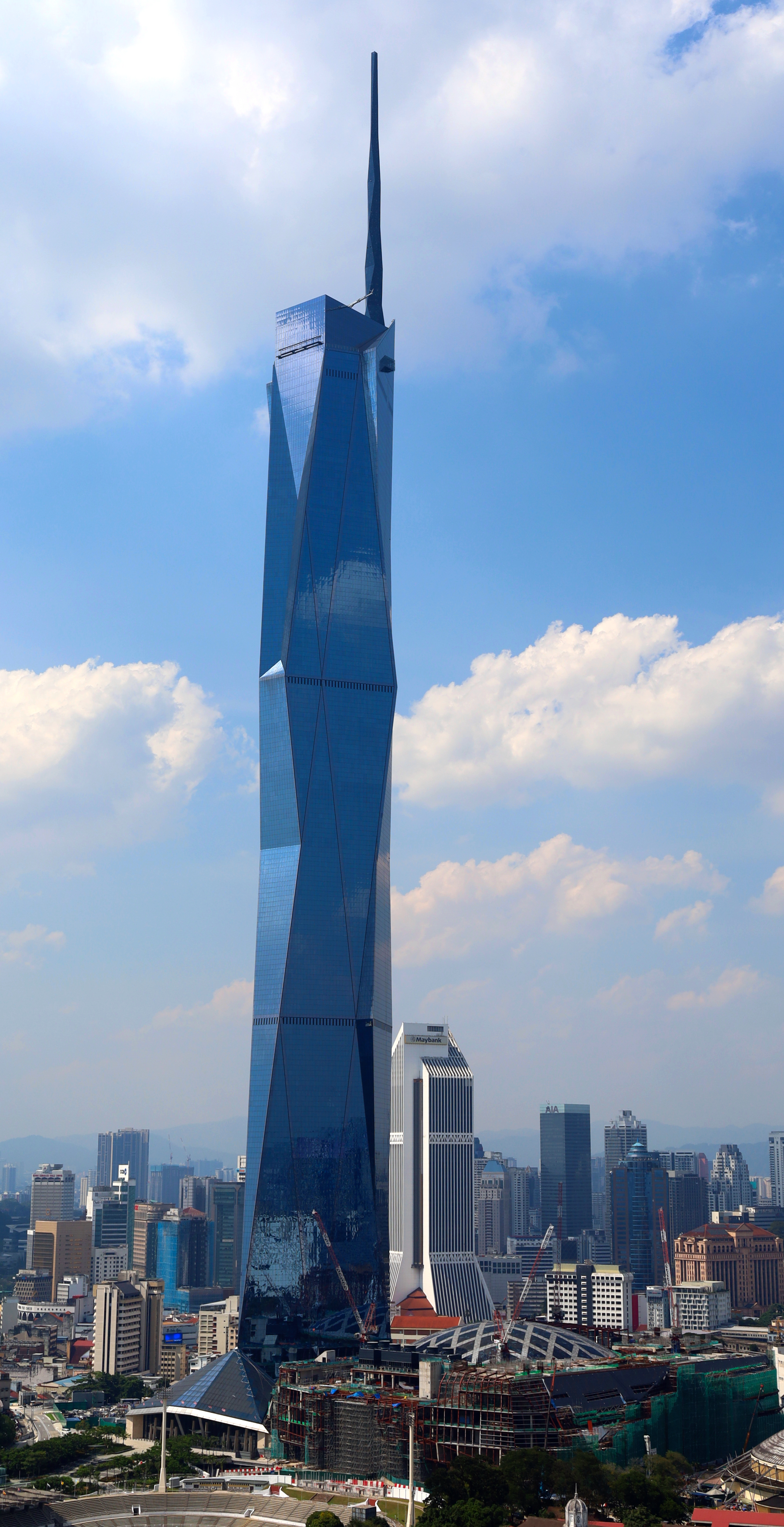
A atriz Florence Pugh saltou do arranha-céu Merdeka 118 para a sequência de abertura do filme.

As filmagens estavam originalmente programadas para começarem em meados de junho de 2023 e durar seis meses. Inicialmente não se esperava que fosse impactada pela greve dos roteiristas, com a Marvel Studios supostamente planejando filmar o que pudessem durante as filmages e fazer quaisquer ajustes de escrita necessários durante as refilmagens já agendadas do filme. As filmagens foram adiadas devido à greve dos roteiristas e à subsequente greve do SAG-AFTRA. A programação original de filmagens coincidiu com o trabalho de Stan em The Apprentice (2024), para o qual ele ganhou peso para interpretar Donald Trump. Ele havia começado a transformação física necessária para retratar Bucky quando as greves começaram e teve que reverter o curso. Harbor planejou filmar suas cenas para o filme simultaneamente com a quinta temporada de Stranger Things, também em Atlanta, antes que a produção também fosse adiada pela greve dos roteiristas.
As filmagens começaram em 26 de fevereiro de 2024, no Trilith Studios e Atlanta Metro Studios em Atlanta, sob o título provisório Oops All Berries, que é uma referência a uma variação do cereal Cap'n Crunch que tem apenas os pedaços com sabor de frutas. Andrew Droz Palermo é o diretor de fotografia, que trabalhou anteriormente na série Moon Knight (2022). Ele substituiu Steve Yedlin, que originalmente deveria trabalhar no filme. O filme foi rodado para IMAX.  As filmagens ocorreram no Condado de Emery e no Condado de Grand, Utah, de 29 de maio a 12 de junho de 2024. Louis-Dreyfus, que terminou as filmagens de suas cenas no início de junho, acreditava que a Marvel Studios estava tentando "voltar às suas raízes" com o filme, focando na "história humana" com múltiplas sequências de dublês e evitando CGI quando possível. As filmagens também aconteceram no Medan Pasar e Merdeka 118 em Kuala Lumpur, Malásia. Pugh insistiu em filmar a cena em que Yelena pula do topo do Merdeka 118 sem o uso de dublês. A Marvel Studios inicialmente relutou em permitir que Pugh realizasse a façanha por questões de seguro, mas depois de insistir continuamente no assunto, inclusive para Feige, ela foi autorizada a realizar o salto. Para a viagem de Yelena pelas salas da vergonha para salvar Bob, Palermo usa uma "estética portátil e feita à mão" semelhante a filmes independentes como Being John Malkovich, Eternal Sunshine of the Spotless Mind (2004) e aqueles produzidos pela A24, como Everything Everywhere All at Once (2022). Feige defendeu a criação do máximo possível de efeitos práticos e diante das câmeras, e Schreier observou que os criativos gostaram da ideia de fazer uma "representação prática do que seria ficar preso em um loop de pensamento ou em uma sala de vergonha". As filmagens foram concluídas na semana de 19 de junho.

### Pós-produção
Em setembro de 2024, foi revelado que Chris Bauer e Wendell Edward Pierce foram escalados para papéis não revelados no filme, com Bauer interpretando Holt e Pierce interpretando o deputado Gary. O teaser trailer do filme lançado naquele mês revelou que Scarlett Johansson, que interpretou Natasha Romanoff / Viúva Negra de 2010 a 2021, havia sido creditada como produtora executiva. No entanto, Johansson pediu que seus créditos fossem removidos do filme porque ela não teve envolvimento nele. No início de dezembro, filmagens adicionais foram realizadas em Atlanta, incluindo a filmagem da sequência da sala de vergonha "Meth Chicken", das memórias de Bob. Harry Yoon e Angela M. Catanzaro são os editores do filme; Yoon trabalhou anteriormente em Shang-Chi and the Legend of the Ten Rings (2021) e Beef. Jake Morrison é o supervisor de efeitos visuais, com efeitos visuais fornecidos pela Industrial Light & Magic, Framestore, Digital Domain, Rising Sun Pictures, Raynault VFX, Base FX, Crafty Apes e Mammal Studios.
Thunderbolts* inclui uma cena pós-créditos ambientada 14 meses após o final do filme, onde os Novos Vingadores, discutindo um problema no espaço sideral, são notificados de uma nave espacial interdimensional entrando na Terra-616, que é revelada como sendo do Quarteto Fantástico. Schreier disse que essa cena foi filmada aproximadamente um mês antes do lançamento do filme no set de filmagens de Avengers: Doomsday (2026), pelos diretores do filme, os irmãos Russo, e era destinada a esse filme; Schreier estava no set quando a cena pós-créditos foi filmada. Schreier ajudou a conceber a cena, observando que os personagens estavam sendo entregues a um "mundo totalmente novo e a um novo escopo" para funcionar, e gostou de vê-los "dirigidos em outro contexto e em um nível de escopo diferente" do que havia sido feito para este filme. Pearson acreditava que Calo havia escrito a cena pós-créditos. Originalmente, incluía uma sequência que foi cortada, onde Bucky e Walker tinham uma discussão no estilo "Who's on First?" sobre a nave ter o número quatro. Stan chamou a parte de "genial" e ficou triste por ela ter sido cortada, com Russell dizendo que a conversa se tornou "uma esquete de Leslie Nielsen".

## Trilha sonora
A banda Son Lux começou a gravar a trilha sonora de Thunderbolts* no Abbey Road Studios em Londres na primeira semana de fevereiro de 2025, depois que o integrante Ryan Lott anteriormente compôs a trilha do filme Paper Towns (2015), de Schreier. Um álbum de trilha sonora com suas músicas será lançado pela Hollywood Records e Marvel Music em 30 de abril de 2025.

## Marketing
Após o início das filmagens em março de 2024, Pugh e Marvel Studios lançaram um vídeo no qual ela exibia seu novo traje da Viúva Negra e um logotipo atualizado para o filme com Schreier. O novo logotipo estilizou o título como "Thunderbolts* ". Kristen Lopez, do TheWrap, sentiu que os espectadores "começariam a desconstruir as breves imagens que ela mostrou imediatamente", enquanto Sabina Graves, do Gizmodo, sentiu que o vídeo era encantador e uma provocação divertida para uma cena com Yelena. Ela destacou o cabelo curto de Pugh e ela brincou com Schreier que eles "realmente não deveriam mostrar nada disso". Chris McPherson, do Collider, também discutiu o traje de Pugh, chamando-o de "muito militar [e] bastante tático", e notou seu delineador azul-petróleo. Vários comentaristas questionaram por que havia um asterisco no logotipo atualizado. No mês seguinte, Feige confirmou que Thunderbolts* era o título oficial e disse que o uso do asterisco seria explicado após o lançamento do filme, o que levou a especulações contínuas sobre seu significado. Uma teoria era que a equipe não seria chamada de Thunderbolts no filme, mas sim uma variação do nome dos Vingadores, como Vingadores Sombrios ou Novos Vingadores. Outra sugestão foi que há outra equipe Thunderbolts no MCU com personagens mais alinhados aos integrantes dos quadrinhos.
Um video dos bastidores foi mostrado no CineEurope em junho, enquanto o primeira trailer do filme foi exibido na San Diego Comic-Con no mês seguinte, apresentada por Schreier e o elenco. Harbor se vestiu como Guardião Vermelho para o painel. Após vazamentos online das filmagens da San Diego Comic-Con, a Marvel lançou um vislumbre oficial da equipe Thunderbolts em seu vídeo comemorando o 85º aniversário da empresa. O vídeo completo foi lançado online em setembro de 2024 como um primeiro trailer, ao som de "Where Is My Mind?", dos Pixies. Tom Power, do TechRadar, disse que o trailer era uma versão mais longa e de maior qualidade das imagens vazadas anteriormente, e sentiu que o filme "parecia muito bom". Ele destacou as lutas dos personagens com suas identidades, assim como a ação e o tom do trailer. Escrevendo para o The A.V. Club, Mary Kate Carr observou os vários mistérios que cercam o filme — incluindo o asterisco em seu título — e disse que o trailer "valentemente" se recusou a revelar quaisquer segredos ou detalhes da trama. Um segundo trailer foi mostrado durante o Super Bowl LIX em fevereiro de 2025. Os comentaristas notaram que o trailer parecia confirmar as especulações de que a equipe titular estaria lutando contra o Vácuo, o alter ego sombrio de Bob / Sentinela. No trailer, o Guardião Vermelho expressa esperança de que as conquistas da equipe os façam aparecer na capa do Wheaties, cereal conhecido por colocar figuras esportivas em suas caixas e pelo slogan “O Café da Manhã dos Campeões”. Junto com o trailer, a Marvel lançou um pôster do filme que imitava uma caixa de Wheaties com a equipe. Suas postagens nas redes sociais para o pôster tinham a legenda "O Café da Manhã dos Campeões Thunderbolts *". Um pôster internacional com tema de asterisco também foi lançado. As postagens de mídia social que acompanham incluem uma nota de rodapé para o asterisco que diz “Os Vingadores não estão disponíveis”. Kieran Fisher, do /Film, questionou se isso era uma piada ou se era o verdadeiro significado por trás do asterisco no título do filme. James Whitbrook do Gizmodo e Scott Collura, do IGN, acreditavam que a nota de rodapé se encaixava na abordagem de marketing do filme de apresentar a equipe como um grupo de heróis bem-humorados e desorganizados, em vez de o asterisco ser um "verdadeiro mistério sério".
Em março de 2025, o Letterboxd lançou um trailer do filme editado no estilo dos filmes independentes produzidos pela A24. Ele apresenta música techno, uma "reforma no estilo A24" para o logotipo da Marvel Studios e cartões de título que destacam projetos anteriores da A24 nos quais o elenco e os membros da equipe do filme trabalharam. Schreier ajudou a conceber o trailer, que foi lançado na mesma época em que Pugh descreveu o filme como um "filme de assassinos independente, com temática A24, e super-heróis da Marvel". Zosha Millman, do Polygon, disse que a Marvel tinha "os cinéfilos em mente" ao lançar o trailer pelo Letterboxd. Apesar do pedigree criativo alardeado no trailer, ela achava que Thunderbolts* ainda seria "em grande parte o que você esperaria" de um filme da Marvel. A A24 não sabia do trailer antes de seu lançamento e respondeu nas redes sociais com um meme de sua série dramática Euphoria (2019–presente), da HBO. Mais tarde, em março, a Marvel Studios anunciou que muitos membros do elenco do MCU reprisariam seus papéis no filme crossover Avengers: Doomsday (2026), incluindo Stan, Russell, Pugh, Pullman, Harbour e John-Kamen. Os comentaristas discutiram se esse anúncio, que aparentemente revelou personagens que sobreviveram aos eventos do filme e estava alinhado com a especulação de que a Treinadora morreria no início da história, era um spoiler. Michael Walsh, do Nerdist, criticou o anúncio, sentindo que ele havia minado um dos principais motivos pelos quais algumas pessoas estavam interessadas em Thunderbolts*, que era a sensação de que qualquer um do elenco principal poderia morrer. Ele comparou isso a revelar quem sobreviveu aos eventos de The Dirty Dozen (1967) e disse que a Marvel deveria ter excluído os membros do elenco dos Thunderbolts* do anúncio de Doomsday. Amelia Emberwing, do IGN, disse que "saber quem sai vivo [não importa] muito em uma franquia de quadrinhos" e também sentiu que o anúncio não era necessariamente um spoiler porque os atores que retornavam poderiam estar interpretando versões de seus personagens de outros universos dentro do multiverso.
Várias exibições para fãs ocorreram em 22 de abril de 2025, em 10 grandes cidades dos EUA. No final de abril, a Marvel anunciou uma colaboração com a Wheaties para criar uma caixa de edição limitada do cereal, imitando o pôster do filme inspirado na Wheaties. A campanha de marketing do filme foi avaliada em 75–100 milhões de dólares, e contou com parcerias com Harley-Davidson, Tide, Wheaties, Mike and Ike, Cupra Kiro com corridas de Fórmula E, LinkedIn, Perfect Sports e Arizona Beverage Company.

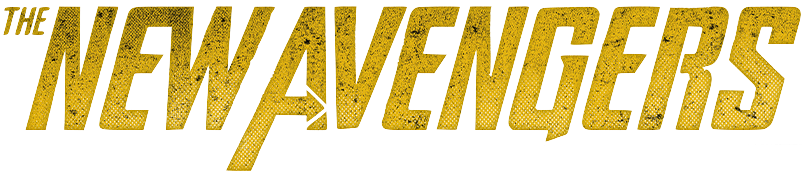
O logo de The New Avengers

Após o fim de semana de estreia do filme, a Marvel Studios lançou um vídeo do elenco arrancando o logotipo dos Thunderbolts* do pôster para revelar o título alternativo do filme, The New Avengers. Os outdoors e as marquises dos teatros também foram atualizados para The New Avengers, junto com o lançamento de novos pôsteres. Schreier explicou que revelar e adotar o novo título parecia fazer parte do plano do estúdio e que isso havia sido construído desde que o asterisco foi incluído pela primeira vez no título do filme. A Disney esclareceu que o título do filme não foi renomeado formalmente, apenas que o asterisco foi "soletrado", e os serviços de bilheteria ainda listavam o filme como Thunderbolts*, apesar de apresentar os pôsteres atualizados com o nome New Avengers. Sydney Bucksbaum, da Entertainment Weekly, sentiu que esta foi a primeira vez que um filme "planejou com antecedência mudar seu título alguns dias após seu lançamento para fins narrativos".

## Lançamento

### Cinema
Thunderbolts* teve a sua estreia europeia em 22 de abril de 2025, no Cineworld Leicester Square, Londres, e sua estreia em Los Angeles em 28 de abril de 2025. O filme foi lançado nos Estados Unidos em 2 de maio de 2025, em IMAX, Dolby Cinema, RealD 3D, ScreenX, and 4DX. Foi previamente agendado para 26 de julho de 2024, depois 20 de dezembro de 2024, e 25 de julho de 2025. É o último filme da Fase Cinco do MCU.

### Home video
O filme foi lançado em download digital em 1º de julho de 2025 e será lançado em Ultra HD Blu-ray, Blu-ray e DVD em 29 de julho. Os lançamentos em home video incluem cenas deletadas, erros de gravação, comentários do diretor e featurettes. Thunderbolts* está previsto para ser lançado no Disney+ em 27 de agosto.

## Recepção

### Projeção de bilheteria
Até 27 de julho de 2025, Thunderbolts* arrecadou 190,1 milhões de dólares nos Estados Unidos e Canadá, e 192,2 milhões de dólares em outros territórios, para um total mundial de 382,4 milhões de dólares. É um dos filmes do MCU de menor bilheteria, com a Variety relatando que ele precisava arrecadar 425 milhões de dólares no mundo todo para atingir o ponto de equilíbrio, uma meta descrita como "inatingível".
Em meados de abril, Thunderbolts* foi projetado para ter um fim de semana de estreia de 63 a 77 milhões de dólares nos Estados Unidos, com o "valor alvo" esperado em 70 milhões de dólares. Até o final do mês, o filme foi projetado para arrecadar de 70 a 75 milhões de dólares no mercado interno e de 160 a 175 milhões de dólares globalmente em seu fim de semana de estreia, com algumas projeções domésticas chegando a 80 a 90 milhões de dólares. O filme arrecadou 31,6 milhões de dólares em seu dia de estreia, incluindo 11,6 milhões de dólares nas pré-estreias de quinta-feira à noite. O filme arrecadou 74 milhões de dólares em seu fim de semana de estreia nos Estados Unidos, além de arrecadar 86,1 milhões internacionalmente, totalizando 160,4 milhões de dólares. Em seu segundo final de semana, o filme arrecadou 33,1 milhões de dólares, permanecendo no topo das bilheterias. A queda de 55% foi considerada boa para um filme do MCU, em comparação à queda de 68% do segundo fim de semana de Captain America: Brave New World no início daquele ano. O filme arrecadou 17 milhões de dólares em seu terceiro final de semana, uma queda de -52%, e caiu para o segundo lugar, atrás do lançamento de Final Destination Bloodlines.
Feige atribuiu o baixo desempenho de bilheteria do filme ao público acreditar que precisava assistir as séries do Disney+ do MCU para ver o filme, acrescentando que achava que o estúdio deveria ter explicado melhor que isso não era necessário.

### Crítica
No agregador de críticas Rotten Tomatoes, 88% dos 253 críticos deram ao filme uma avaliação positiva. O consenso dos críticos do site diz: "Reunindo um bando de azarões com Florence Pugh como seu destaque magnético, Thunderbolts* retorna de forma revigorante ao modelo testado e aprovado das melhores aventuras do MCU". O Metacritic resumiu a resposta crítica como "geralmente favorável", com base em uma pontuação média ponderada de 68 de 100 de 52 críticos. O público pesquisado pelo CinemaScore deu ao filme uma nota média de "A–" em uma escala de A+ a F, enquanto os entrevistados pela PostTrak deram ao filme uma média de 4,5 de 5 estrelas, com 74% dizendo que definitivamente recomendariam o filme.
Escrevendo para a NPR, o crítico Bob Mondello deu a Thunderbolts* uma crítica geralmente positiva, chamando o filme de "uma mistura razoavelmente eficaz de mercenários desajustados e psicologia pop". Jane Coyle, da Associated Press, deu 3/4 estrelas, escrevendo: "Todos os personagens reunidos aqui, incluindo um elenco de alta qualidade (até mesmo Wendell Pierce!), trabalham juntos perfeitamente de uma forma que a Marvel não fazia há algum tempo. Acima de tudo, Pugh comanda cada parte do filme". Robbie Collin, do The Daily Telegraph, deu ao filme 2/5 estrelas, escrevendo: "É só uma dose de severidade, até uma cena pós-créditos que tem a audácia de sugerir tempos mais brilhantes e menos complexos narrativamente. Isso é criar um mercado". Nicholas Barber, da BBC Culture, deu a Thunderbolts* uma crítica geralmente positiva, elogiando sua abordagem centrada nos personagens e a atuação de Pugh. Ele observou que o filme oferece uma narrativa mais fundamentada e emocionalmente ressonante em comparação aos lançamentos recentes da Marvel, ao mesmo tempo em que oferece a ação e o humor esperados.

### Reconhecimentos
| Prêmio                          | Data da cerimônia   | Categoria                             | Indicado            | Result   | Ref.            |
| ------------------------------- | ------------------- | ------------------------------------- | ------------------- | -------- | --------------- |
| Astra Midseason Movie Awards    | 3 de julho de 2025  | Melhor filme                          | Thunderbolts*       | Indicado | [ 165 ] [ 166 ] |
| Astra Midseason Movie Awards    | 3 de julho de 2025  | Melhor atriz                          | Florence Pugh       | Venceu   | [ 165 ] [ 166 ] |
| Astra Midseason Movie Awards    | 3 de julho de 2025  | Melhor ator coadjuvante               | Lewis Pullman       | Indicado | [ 165 ] [ 166 ] |
| Astra Midseason Movie Awards    | 3 de julho de 2025  | Melhor cenas de dublês                | Thunderbolts*       | Indicado | [ 165 ] [ 166 ] |
| Critics' Choice Super Awards    | 7 de agosto de 2025 | Melhor Filme de Super-Heróis          | Thunderbolts*       | Indicado | [ 167 ] [ 168 ] |
| Critics' Choice Super Awards    | 7 de agosto de 2025 | Melhor Ator em Filme de Super-Heróis  | David Harbour       | Indicado | [ 167 ] [ 168 ] |
| Critics' Choice Super Awards    | 7 de agosto de 2025 | Melhor Ator em Filme de Super-Heróis  | Lewis Pullman       | Indicado | [ 167 ] [ 168 ] |
| Critics' Choice Super Awards    | 7 de agosto de 2025 | Melhor Atriz em Filme de Super-Heróis | Julia Louis-Dreyfus | Indicado | [ 167 ] [ 168 ] |
| Critics' Choice Super Awards    | 7 de agosto de 2025 | Melhor Atriz em Filme de Super-Heróis | Florence Pugh       | Venceu   | [ 167 ] [ 168 ] |
| Critics' Choice Super Awards    | 7 de agosto de 2025 | Melhor Vilão em um Filme              | Lewis Pullman       | Indicado | [ 167 ] [ 168 ] |
| Nickelodeon Kids' Choice Awards | 21 de junho de 2025 | Filme favorito                        | Thunderbolts*       | Indicado | [ 169 ]         |
| Nickelodeon Kids' Choice Awards | 21 de junho de 2025 | Butt-Kicker favorito                  | Florence Pugh       | Indicado | [ 169 ]         |
| Nickelodeon Kids' Choice Awards | 21 de junho de 2025 | Butt-Kicker favorito                  | Sebastian Stan      | Indicado | [ 169 ]         |